# 에이티아이 (대한민국 기업)
에이티아이㈜는 1996년 창립한 반도체 웨이퍼 및 레티클 광학검사장비 및 전자제품 검사설비를 제조 및 수출하는 기업이다. 2018년 12월 기준 매출액은 693억 8,897만원으로 집계됐다.
주요 고객사로는 삼성전자, SK하이닉스 등의 국내 반도체 기업과 심텍, 삼성전기, 대덕전자 등의 PCB 기업은 물론 마이크론 등의 해외기업에 광학검사 설비 및 솔루션을 제공하며, 이와 관련된 소프트웨어 기술을 지원하고 있다. 
또한 삼성전자, SK하이닉스와의 공동 기술연구을 통한 제품 개발도 활발하게 진행 중이다.
2019년 12월, 대한민국 기술 자립도를 높이기 위한 전문기업을 선발하는 소재·부품·장비 강소기업 100’ 에 선정된 바 있다. 